# Bolitoglossa pygmaea
Bolitoglossa pygmaea är en groddjursart som beskrevs av Federico Bolaños och David Burton Wake 2009. Bolitoglossa pygmaea ingår i släktet Bolitoglossa och familjen lunglösa salamandrar. Inga underarter finns listade.